# Hippolyte Rouland
Pour les articles homonymes, voir Rouland.
Gustave Hippolyte Rouland est un homme politique français né le 6 octobre 1831 à Évreux (Eure) et mort le 30 mai 1898 à Paris.

## Biographie
Fils de Gustave Rouland, ministre et gouverneur de la Banque de France, Hippolyte Rouland commence une carrière administrative dans le sillage de son père en devenant directeur du personnel, puis secrétaire général du ministère de l'Instruction publique. Devenu conseiller d'État, il passe ensuite dans l'administration des finances comme receveur général des finances puis trésorier-payeur général dans plusieurs départements.
En 1881, il est conseiller général pour le canton de Bacqueville-en-Caux et sénateur de la Seine-Maritime de 1892 à 1898, siégeant au centre gauche. Il s'occupe surtout d'affaires concernant son département. Il est également administrateur du Crédit foncier.
En 1893, il se fracture les deux rotules lors d'une chute.
Il est le père de Julien Rouland

## Distinctions
- Chevalier de la Légion d'honneur (décret du 13 août 1858)[2].
- Officier de l'Instruction publique.

## Sources
- « Hippolyte Rouland », dans le Dictionnaire des parlementaires français (1889-1940), sous la direction de Jean Jolly, PUF, 1960 [détail de l’édition]